# Ottavio Mai
Ottavio Mario Mai (Roma, 9 de diciembre de 1946 - Turín, 8 de noviembre de 1992) fue un director, guionista, actor, escritor y poeta italiano.
En 1986, junto con su socio Giovanni Minerba, fundó el festival de cine de temática homosexual Da Sodoma a Hollywood en Turín, que celebró su trigésima edición en 2015.

## Biografía
Ottavio Mai nació en Roma el 9 de diciembre de 1946, siendo el séptimo de ocho hijos, perdió a su madre cuando solo tenía dos años. Tras diversas experiencias laborales (desde vendedor de refrescos en cines romanos hasta metalúrgico en Volkswagen en Alemania, luego en Fiat en Turín y en otras pequeñas empresas del sector), a principios de los setenta se licenció en Turín y estudió Ciencias Políticas y Filosofía, siguiendo de cerca, en particular, los cursos de Historia del Cine. En 1977 conoce a Giovanni Minerba con quien hace una amistad que dirigirá la segunda parte de su vida, ¡comenzando por su militancia en FUORI! y en el Partido Radical.
En 1981 fundó junto a Giovanni Minerba la Asociación Cultural "L'Altra Comunicazione", con la que hasta 1992 realizó 22 trabajos en vídeo y cine Super8, proyectados en numerosos festivales de todo el mundo, obteniendo diversos premios y recibiendo excelentes críticas. Produce diversas obras de Tonino De Bernardi, Ernaldo Data, Edda Melon y Raffaella De Vita. En 1985 Ottavio y Giovanni comenzaron una relación de trabajo con Rai3 Piemonte; en tres años, se grabarán seis videos de aproximadamente 30 minutos cada uno para Rai3.
En Rai3 se les pidió a Ottavio y Giovanni que hicieran la nueva versión de Dalla vita di Piero y la nombren Giovanni. A continuación, se retransmitió un pequeño acto a primera hora de la tarde, a las 19.30 horas, sobre el tema abordado y para las normas y cánones del servicio público de radio y televisión de la época. En 1986 Ottavio y Giovanni dirigieron la primera edición del Festival Internacional de Cine con Temas Homosexuales De Sodoma a Hollywood.
En 1991, Mai y Minerba filmaron juntos Il fico del régime, un documental sobre Giò Stajano, el homosexual más famoso de los sesenta en Italia, protagonista de la dolce vita romana y uno de los intérpretes de la película de Federico Fellini.
Sufriendo de sida, se suicidó en el hospital de Turín el 8 de noviembre de 1992.

## Filmografía
Las películas que protagonizó o dirigió Ottavio Mai son:
- Dalla vita di Piero - 1982
- Messaggio - 1983
- Inficiati dal male - 1984
- Io non sono come te - 1984
- Attenzione ai camionisti - 1985
- Più vivo di così non sarò mai - 1985
- La preda - 1985
- Ritratto con musica - 1985
- Teatrante musicante e saltimbanco, dirección de Giovanni Minerba (1985)
- Storie di una certa età - 1985
- Un po' di sud, dirección de Giovanni Minerba (1985)
- Giovanni - 1987
- Contrappunti - 1987
- Preludio - 1987
- La staticità di un corpo - 1988
- Da Sodoma a Hollywood (Il Festival del vizio), codirigido por Mai y Minerba (1989)
- Epitaffi, codirección de Mai y Minerba (1989)
- Tea for Two, codirección de Mai y Minerba (1989)
- Fiction, codirección de Mai y Minerba (1990)
- Partners, codirección de Mai y Minerba (1990)
- Il fico del regime, codirección de Giovanni Minerba (1991)
- Orfeo, il giorno prima dirigida por Giovanni Minerba, guion de Mai y Minerba (1994)